# ماثيو هانابل
ماثيو أنتوني "مات" هانابل، (من مواليد 21 مايو 1994) هو سباح بارالمبي أسترالي. ولد في وانتيرنا، فيكتوريا ويقيم في الضواحي الشرقية القصوى لملبورن. يعاني من شلل دماغي نصفي أيمن. مثل هانابل أستراليا في الألعاب البارالمبية الصيفية 2012، وبطولة العالم للسباحة لذوي الاحتياجات الخاصة 2013، وبطولة بطولة بان باسيفيك للسباحة البارالمبية 2014، والألعاب البارالمبية الصيفية 2016، ودورة ألعاب الكومنولث 2018. يمثل نادي مدرسة كامبرويل للقواعد المائي.

## الحياة الشخصية
ولد هانابل في 21 مايو 1994، مصابًا بشلل دماغي نصفي أيمن نتيجة لسكتة دماغية قبل الولادة. تؤثر إعاقته بشدة على مهاراته الحركية الدقيقة وبراعته بسبب التشنج في يده اليمنى. التحق ماثيو بمركز تعليم الشلل الدماغي في ملبورن عندما كان طفلاً، وهو الآن سفير للمنظمة.
ينحدر هانابل من عائلة ذات خلفية رياضية قوية. والده شين هو لاعب كرة سلة أسترالي دولي، وشقيقه آدم لاعب تنس دولي، وهو ابن عم الدراج المعتزل كاديل إفانز.
كان هانابل طالبًا في كلية كرويدون الثانوية من عام 2008 إلى 2011. خلال عام 2012، أجل شهادة التعليم الفيكتورية (VCE) لقضاء المزيد من الوقت في التدريب. في عام 2013، عاد للدراسة في كلية ميلبا لإكمال شهادته.

## السباحة

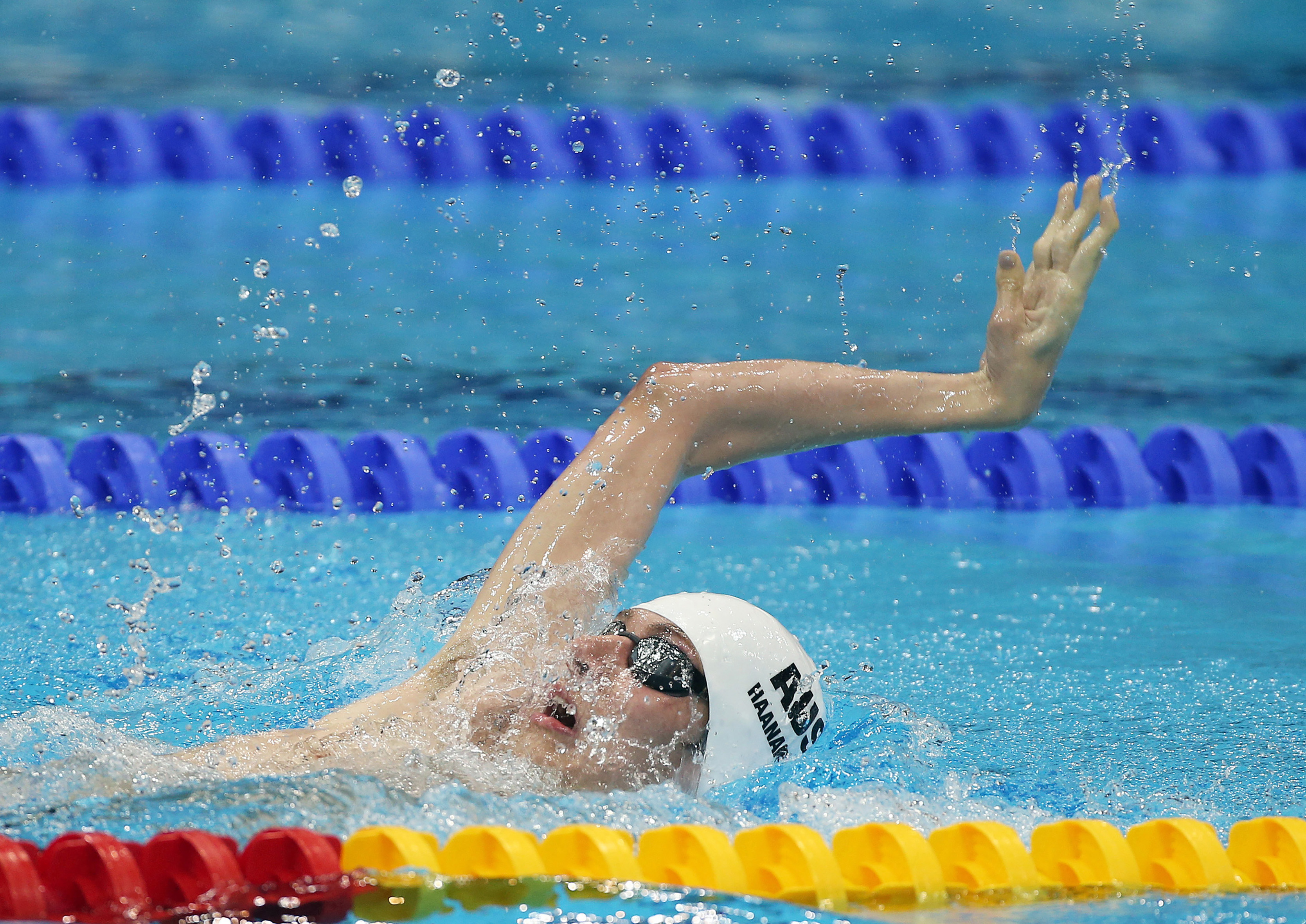
هانابل في الألعاب البارالمبية لندن 2012

هانابل هو سباح مصنف في فئة S6 يتنافس في سباقات 50 متر حرة، 100 متر حرة، 50 متر فراشة، 100 متر ظهر، 100 متر صدر و 200 متر فردي متنوع. أعيد تصنيفه في أوائل عام 2012، بعد أن تنافس سابقًا في أحداث فئة S7.
وهو عضو متفرغ في برنامج السباحة البارالمبي في معهد فيكتوريا للرياضة، وهو أيضًا عضو في نادي مدرسة كامبرويل للقواعد المائي عندما يتدرب في ملبورن.
دوليًا، يتنافس في الغالب ضد منافسين في تصنيفه الخاص، ولكن محليًا يتنافس ضد سباحين في جميع فئات الإعاقة وأحيانًا ضد سباحين أصحاء في مسابقات الأندية والمستوى الحكومي.

### 2005
بدأ هانابل السباحة في عام 2005 في نادي ليلي دايل للسباحة نسخة محفوظة 6 سبتمبر 2019 على موقع واي باك مشين.. دربته في البداية مدربة السباحة الفيكتورية الرئيسية لذوي الاحتياجات الخاصة كارين جارارد وأيضًا مدربة مستوى الناشئين في النادي آن لونجريدج.

### 2006
في سن 13، علق ماثيو مسيرته في السباحة للانتقال مع عائلته إلى بورت فيلا، فانواتو. خلال هذا الوقت، مارس تنس الكراسي المتحركة من خلال اللجنة البارالمبية في فانواتو. التحق هانابل بمدرسة بورت فيلا الدولية.

### 2007
عاد هانابل إلى أستراليا في أواخر عام 2007.

### 2008
في منتصف عام 2008، قرر هانابل الانضمام مرة أخرى إلى نادي ليلي دايل للسباحة تحت إشراف مدربته القديمة آن لونجريدج، ولكن بعد فترة قصيرة تم ترقيته إلى فرقة الولاية للناشئين والكبار تحت إشراف نيل ومايكل ديفيس.
تم اختيار هانابل لتمثيل فيكتوريا في دورة الألعاب المدرسية للمحيط الهادئ 2008 في كانبرا، وحصل على ميداليات فضية وبرونزية.

### 2009
في عام 2009، حطم هانابل أرقامًا قياسية أسترالية للإعاقة حسب العمر [أي منها؟] مع السباحة في أستراليا. اُختير هانابل كممثل لفيكتوريا في بطولة السباحة للمدارس الرياضية الأسترالية. بعد ذلك، غير هانابل مدربيه إلى لورانس كراوتر في نادي ليلي دايل للسباحة.

### 2010
تنافس هانابل في أول بطولة وطنية له في عام 2010 واُختير للمنتخب الأسترالي للشباب. في أول رحلة دولية له في بطولة ألمانيا الدولية للسباحة 2010 في برلين، حصل على ميدالية فضية في سباق 50 متر فراشة للشباب.
انتقل هانابل في أواخر عام 2010 إلى نادي نوناوادينج للسباحة للانضمام إلى أماندا إسحاق وروهان تايلور في برنامج الأداء العالي للنادي في معهد فيكتوريا للرياضة.

### 2011
كمنافس حسب العمر، حقق ثلاثة مراكز أولى ومركزين ثانيين وثلاثة مراكز ثالثة في بطولة الفئات العمرية الوطنية متعددة الفئات لعام 2011. سافر إلى ألمانيا للمشاركة في بطولة ألمانيا الدولية الثانية له في برلين، وحقق ثلاث ميداليات ذهبية.

### 2012
في أوائل عام 2012 قبل تجارب اختيار الألعاب البارالمبية، تدرب هانابل في المركز الأولمبي للتدريب بالولايات المتحدة في كولورادو سبرينغز جنبًا إلى جنب مع مايكل فيلبس.
سبح هانابل في تجارب الألعاب البارالمبية 2012، محققًا ثلاثة أزمنة اختيار ذات أولوية ثانية لفريق 2012.
اُختير لفريق فيكتوريا للسباحة المدرسية للمرة الرابعة في عام 2012، وتم اختياره لمنصب قائد الفريق الذكور للبطولات. كان هانابل أول طالب من ذوي الاحتياجات الخاصة يتولى دور قائد الفريق الذكور.
في يونيو 2012، تم اختيار ماثيو لتمثيل أستراليا في الألعاب البارالمبية الصيفية 2012 في سباقات 200 متر فردي متنوع، 100 متر حرة، 100 متر ظهر، 50 متر فراشة، و 50 متر حرة. قبل ألعاب لندن، كان يحتل المرتبة الرابعة عالميًا في سباق 50 متر حرة والمرتبة الثالثة في سباق 200 متر فردي متنوع. تضمن تدريبه لألعاب لندن البارالمبية 2012 البيلاتس، وجلسات الصالة الرياضية، وتدريب المسبح، ومعسكر تدريب التتابع في المعهد الأسترالي للرياضة.
في الألعاب البارالمبية الصيفية 2012 فاز بميدالية ذهبية في سباق 4 × 100 متر تتابع حرة للرجال (34 نقطة) وميدالية برونزية في سباق 4 × 100 متر تتابع متنوع للرجال (34 نقطة).
قرب نهاية عام 2012، بعد استراحة من التدريب، عاد هانابل تحت إشراف المدرب جوناثان شو في جامعة صن شاين كوست.

### 2013
في عام 2013، واصل هانابل التدريب في جامعة صن شاين كوست حتى مايو عندما عاد إلى ملبورن وتدرب في نادي DVE المائي، تحت إشراف بريان ميلر (مدرب المنتخب الأسترالي لبطولة بان باسيفيك للسباحة البارالمبية 2011).
اُختير  هانابل لفريق الفريق البارالمبي الأسترالي للسباحة للمنافسة في بطولة العالم للسباحة لذوي الاحتياجات الخاصة 2013 في مونتريال. فاز بميدالية برونزية في سباق 100 متر حرة للرجال S6.
في أكتوبر، انتقل هانابل إلى نادي نوروود للسباحة في أديلايد للمساعدة في تطوير برنامج السباحة البارالمبي في النادي.

### 2014
في عام 2014، انتقل هانابل إلى المعهد الأسترالي للرياضة في كانبرا للانضمام إلى مركز التدريب الوطني للسباحة الأسترالية. اُختير للفرق الأسترالية المشاركة في بطولة البرازيل الوطنية وبطولة بان باسيفيك للسباحة البارالمبية، حيث فاز بثلاث ميداليات ذهبية، واثنتين فضية، وواحدة برونزية.
بعد بطولة بان باسيفيك البارالمبية، عاد هانابل إلى ملبورن للخضوع لعملية جراحية في كتفه الأيسر. لم يسبح في بطولة نهاية العام الوطنية للمسافات القصيرة.

### 2015
اعتبارًا من عام 2015، تم إدراج هانابل كرياضي مدعوم في المعهد الأسترالي للرياضة تحت إشراف يوري فدوفيتشينكو، الذي يتدرب في ملبورن مع نادي رينجوود للسباحة.

### 2016
تنافس هانابل في بطولة أستراليا للسباحة 2016 التي تضمنت تجارب الفريق البارالمبي الأسترالي 2016. سبح 50 متر و 100 متر في كل من السباحة الحرة والظهر. تم اختياره لفريق السباحة الوطني الأسترالي "الدلافين" وأدرج كاحتياطي لفريق الألعاب البارالمبية الأسترالي 2016. تم استدعاء هانابل للاختيار الرسمي في فريق الألعاب البارالمبية الأسترالي 2016 في أغسطس بعد انسحاب رياضي مرشح.
ثم تم تعيينه لمدرب فريق ولاية فيكتوريا للسباحة، ميشال سكرودزكي، للتحضير لألعاب ريو.
في الألعاب البارالمبية ريو 2016، تنافس هانابل في خمسة أحداث. احتل المركز السادس في سباق 4 × 50 متر تتابع حرة مختلط (20 نقطة)، والمركز السادس في سباق 100 متر حرة S6 والمركز الخامس في سباق 50 متر حرة للرجال S6. قبل الألعاب البارالمبية في ريو، قال هانابل إنه يأمل في إلهام الآخرين و"إظهار للجميع أن الأشخاص ذوي الإعاقة يمكنهم تحقيق الأشياء".

### 2018
تنافس هانابل في دورة ألعاب الكومنولث 2018 في سباق  50 متر حرة للرجال، محققًا المركز السادس. ثم تدرب في نادي كامبرويل جرامر المائي تحت إشراف ماثيو بيلجيوفان.

## التقدير
- 2008: جائزة المدرسة الرياضية الفيكتورية لذوي الاحتياجات الخاصة
- 2010: جائزة ليدر للنجم الرياضي الصاعد للتشجيع
- 2012: نجم العام الرياضي للكبار من ليدر[18]
- 2012: جائزة المدرسة الرياضية الفيكتورية للسباحة
- 2012: جائزة المدرسة الرياضية الفيكتورية للإنجاز الرياضي المتميز
- 2012: جائزة الإنجازات الشابة الفيكتورية للتميز الرياضي
- 2014: وسام أستراليا بعد الألعاب البارالمبية لندن 2012[19][11]

## أفضل الأرقام الشخصية
| المسار | السباق        | الزمن       | البطولة                                                       | تاريخ السباحة | مرجع   |
| ------ | ------------- | ----------- | ------------------------------------------------------------- | ------------- | ------ |
| طويل   | 50 متر ظهر    | 37.55 OC    | بطولة فيكتوريا للسباحة 2014                                   | 17 يناير 14   | [ 20 ] |
| طويل   | 100 متر ظهر   | 01:20.14 OC | بطولة نيو ساوث ويلز المفتوحة 2014                             | 1 مارس 14     | [ 20 ] |
| طويل   | 50 متر صدر    | 44.15       | بطولة السباحة للمدارس الرياضية الأسترالية                     | 2 أغسطس 11    | [ 20 ] |
| طويل   | 100 متر صدر   | 01:36.39    | بطولة العالم للسباحة لذوي الاحتياجات الخاصة 2013              | 11 أغسطس 13   | [ 20 ] |
| طويل   | 50 متر فراشة  | 33.81       | بطولة بان باسيفيك للسباحة البارالمبية 2014                    | 6 أغسطس 14    | [ 20 ] |
| طويل   | 100 متر فراشة | 01:17.78    | لقاء تأهيلي للسباحة الفيكتورية الأسبوع 2                      | 21 نوفمبر 10  | [ 20 ] |
| طويل   | 50 متر حرة    | 30.77 OC    | الألعاب البارالمبية ريو 2016                                  | 10 سبتمبر 16  | [ 20 ] |
| طويل   | 100 متر حرة   | 01:08.12 OC | تجارب زمنية للسباحة البارالمبية في المعهد الأسترالي للرياضة   | 26 يونيو 14   | [ 20 ] |
| طويل   | 200 متر حرة   | 02:37.17 OC | بطولة جنوب أستراليا للسباحة 2014                              | 19 ديسمبر 13  | [ 20 ] |
| طويل   | 400 متر حرة   | 05:32.8     | لقاء المسافات الطويلة للسباحة الفيكتورية 2010                 | 6 نوفمبر 10   | [ 20 ] |
| طويل   | 200 متر متنوع | 02:55.6 OC  | الألعاب البارالمبية لندن 2012                                 | 6 سبتمبر 12   | [ 20 ] |
| قصير   | 50 متر ظهر    | 37.36 OC    | لقاء إيلثام إس سي الحادي عشر للمسافات القصيرة                 | 15 أغسطس 10   | [ 20 ] |
| قصير   | 100 متر ظهر   | 01:19.98 OC | بطولة أستراليا للمسافات القصيرة 2013                          | 23 أغسطس 13   | [ 20 ] |
| قصير   | 50 متر صدر    | 42.91 OC    | لقاء ملبورن فيسينتر أوربان للمسافات القصيرة                   | 29 مايو 11    | [ 20 ] |
| قصير   | 100 متر صدر   | 01:34.66 OC | لقاء ملبورن فيسينتر أوربان للمسافات القصيرة                   | 29 مايو 11    | [ 20 ] |
| قصير   | 50 متر فراشة  | 34.83 OC    | لقاء تجريبي لبطولة المسافات القصيرة الوطنية 2011 ascta(V)/FAS | 11 يونيو 11   | [ 20 ] |
| قصير   | 100 متر فراشة | 01:18.36    | بطولة أستراليا للمسافات القصيرة 2011                          | 2 يوليو 11    | [ 20 ] |
| قصير   | 50 متر حرة    | 30.31 OC    | الجائزة الكبرى للسباحة الأسترالية 3 2014                      | 16 يوليو 14   | [ 20 ] |
| قصير   | 100 متر حرة   | 01:07.6 OC  | الجائزة الكبرى للسباحة الأسترالية 3 2014                      | 16 يوليو 14   | [ 20 ] |
| قصير   | 200 متر حرة   | 02:44.3 OC  | لقاء إيلثام إس سي الحادي عشر للمسافات القصيرة                 | 15 أغسطس 10   | [ 20 ] |
| قصير   | 400 متر حرة   | 05:52.1 OC  | لقاء ملبورن فيسينتر للمسافات القصيرة يونيو                    | 26 يونيو 10   | [ 20 ] |
| قصير   | 200 متر متنوع | 02:51.94 OC | لقاء CA Tritons 2012 للمسافات القصيرة                         | 24 يونيو 12   | [ 20 ] |

## وصلات خارجية
- Matt Haanappel على إنستغرام